# Zbrodnia w Łomazach (1942)
Zbrodnia w Łomazach (1942) – masowy mord na żydowskich mieszkańcach wsi Łomazy dokonany przez okupantów niemieckich w sierpniu 1942 roku.
Getto w Łomazach zostało utworzone przez Niemców na początku 1940 roku. Wiosną 1942 roku przesiedlono tam również wielu Żydów zamieszkujących sąsiednie miejscowości. Likwidacja getta nastąpiła 17 sierpnia 1942 roku (niektóre źródła podają datę 18 lub 19 sierpnia). Tego dnia niemieccy funkcjonariusze 101. Rezerwowego Batalionu Policji, wsparci przez oddział rosyjskich kolaborantów z SS-Druschina Verband, szkolony w Jabłoni pod Parczewem, zamordowali w lesie pod Łomazami blisko 1700 Żydów, w tym wiele kobiet i dzieci.

## Żydzi w Łomazach w latach 1939-1942
Już 13 września 1939 roku oddziały niemieckiego Wehrmachtu wkroczyły do Łomaz. Po dwóch tygodniach niemieccy żołnierze opuścili wieś (26 września), respektując tym samym podział „stref interesów” przewidziany zapisami paktu Ribbentrop–Mołotow. Miejsce Niemców zajęła Armia Czerwona . „Traktat o granicach i przyjaźni” zawarty w Moskwie w dniu 28 września 1939 zmienił jednak przebieg granicy między III Rzeszą a ZSRR, w związku z czym oddziały sowieckie wycofały się za Bug. Po ponownym wkroczeniu Niemców miejscowi Polacy dokonali pogromu ludności żydowskiej, w trakcie którego spalono jeden dom i zabito jedną osobę (8 października). Przyczyną zajść miała być zemsta za profanację katolickiego kościoła, dokonaną przez kilku Żydów w czasie krótkich rządów sowieckich.
Na początku 1940 roku Niemcy utworzyli w Łomazach żydowskie getto (było ono usytuowane w rejonie ul. Małobrzeskiej). Majątek Żydów mieszkających dotychczas poza granicami wyznaczonej dzielnicy został skonfiskowany. Ludność żydowska była zobowiązana do przymusowej pracy na rzecz okupantów (m.in. przy budowie dróg i osuszaniu bagien). Blisko 100 Żydów z Łomaz trafiło do obozu pracy w pobliskiej Żeszczynce . Wiosną 1942 roku getto w Łomazach zostało przekształcone w tzw. getto zbiorcze, do którego przesiedlono Żydów z wielu okolicznych miasteczek i wsi (m.in. z Międzyrzeca Podlaskiego, Podedwórza, Rossosza, Serocka i Sławatycz). Znalazła się tam także pewna liczba warszawskich Żydów. W maju 1942 roku getto w Łomazach liczyło ok. 1700 mieszkańców . Stanowiło ono odrębną dzielnicę mieszkaniową, ale jego granice nie zostały ogrodzone. Niemcy zrezygnowali nawet z wystawienia posterunków wartowniczych na obrzeżach getta.

## Preludium masakry
Na początku 1942 roku – w ślad za postanowieniami poczynionymi podczas tzw. konferencji w Wannsee – Niemcy przystąpili do realizacji operacji „Reinhardt” (Einsatz Reinhardt), pod którym to kryptonimem krył się plan zagłady wszystkich Żydów zamieszkujących Generalne Gubernatorstwo i okręg białostocki. Zagłada Żydów z terenów powiatu bialskiego rozpoczęła się 10 czerwca 1942 roku, kiedy to do obozu zagłady w Sobiborze wywieziono blisko 3000 mieszkańców getta w Białej Podlaskiej. Podobnie przebiegła likwidacja gett w wielu innych miejscowościach powiatu.
Łomazy były oddalone o wiele kilometrów od najbliższej stacji kolejowej, przez co wywózka mieszkańców getta do obozów zagłady wiązałaby się dla okupanta z szeregiem problemów logistycznych. Z tego względu Niemcy postanowili wymordować Żydów na miejscu. Zadanie likwidacji getta otrzymał 101. rezerwowy batalion policji. Służący w jego szeregach funkcjonariusze byli w większości rezerwistami wywodzącymi się z robotniczych i drobnomieszczańskich środowisk Hamburga – uznanymi z rozmaitych przyczyn za nieodpowiedni materiał do służby w Wehrmachcie. Miesiąc wcześniej owa jednostka w analogiczny sposób zlikwidowała getto w Józefowie Biłgorajskim, gdzie rozstrzelano blisko 1500 Żydów (13 lipca 1942). Podczas „akcji” w Łomazach niemieckich policjantów miał wesprzeć kolaboracyjny oddział SS-Druschina Verband, złożony z Rosjan – byłych obywateli ZSRR przeszkolonych w obozie szkoleniowym w Jabłoniu pod Parczewem.
W tym okresie za zabezpieczenie terenów powiatu bialskiego odpowiadała 2. kompania 101. batalionu, którą dowodził porucznik Hartwig Gnade. Sztab kompanii stacjonował w Białej Podlaskiej, a jej plutony były rozproszone po różnych miejscowościach powiatu. Getta w Łomazach strzegła 15–18 osobowa drużyna z 3. plutonu, którą dowodził sierżant Heinrich Becker. Stacjonowała ona w budynku szkoły znajdującej się w obrębie żydowskiej dzielnicy.
16 sierpnia 1942 Gnade telefonicznie poinformował Beckera, że następnego dnia rozpocznie się „przesiedlenie” łomaskich Żydów. Tego samego dnia porucznik zwołał także naradę poświęconą przygotowaniom do masakry. Spotkanie odbyło się w jego sztabie w Białej Podlaskiej, a udział wzięli w nim porucznicy Hans Schürer i Kurt Dreyer – dowódcy 1. i 2. plutonu, które wyznaczono do udziału w „akcji”. W naradzie uczestniczył również oficer SD dowodzący oddziałem „hiwisów” (faktycznie był to oddział SS-Druschina Verband). W czasie spotkania podjęto decyzję, że Rosjanie wejdą w skład plutonów egzekucyjnych, natomiast 2. kompania zajmie się wyłącznie wyłapaniem i zgromadzeniem Żydów oraz zabezpieczeniem miejsca kaźni. Przyjęty podział zadań miał oszczędzić niemieckim policjantom nadmiernych obciążeń psychicznych.

## Przebieg masakry

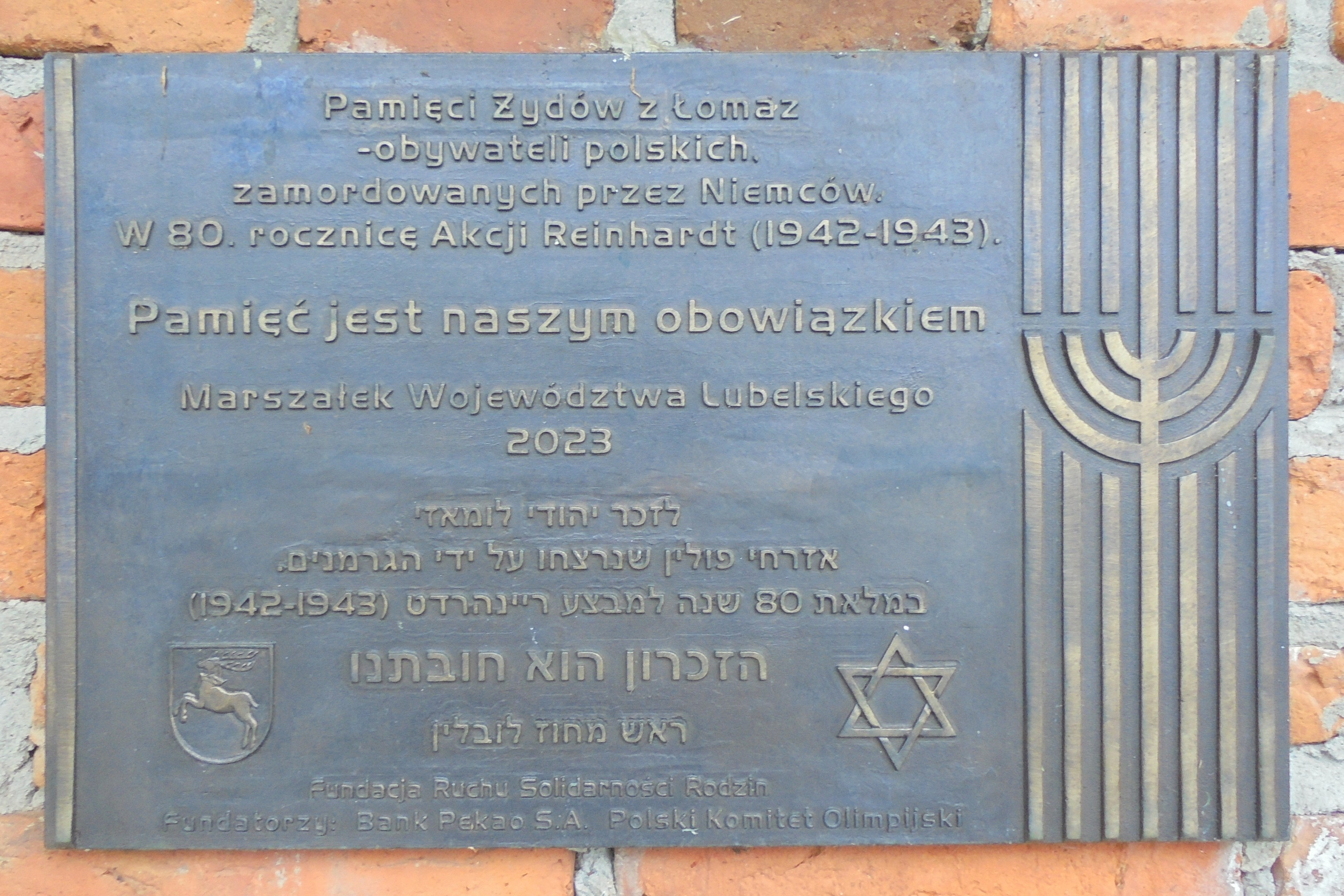
Tablica pamiątkowa poświęcona łomaskim Żydom

Likwidacja łomaskiego getta rozpoczęła się 17 sierpnia 1942 roku   (niektóre źródła podają datę 18 lub 19 sierpnia). O świcie niemieccy policjanci zaczęli wyciągać Żydów z domów i spędzać na podwórze szkoły (tzw. pole Teofila Szostakiewicza) oraz na pobliskie boisko. Po drodze Żydów rewidowano, odbierając wszelkie wartościowe przedmioty. W ciągu dwóch godzin w pobliżu szkoły zgromadzono niemal wszystkich mieszkańców getta. Porucznik Gnade polecił swoim ludziom, aby zabijali na miejscu starców, chorych, niemowlęta oraz wszystkie inne osoby niezdolne do poruszania się o własnych siłach. Z zeznań policjantów wynika, że rozkaz ten wykonano tylko w kilku przypadkach. Według niektórych źródeł na egzekucję do Łomaz sprowadzono tego dnia wszystkich żydowskich więźniów z obozu w Żeszczynce .
Zgromadzonym Żydom polecono usiąść i czekać na dalsze rozkazy. Po pewnym czasie z tłumu wybrano grupę młodych mężczyzn, liczącą od 40 do ok. 60–70 osób. Niemcy rozdali im łopaty, zapakowali na ciężarówkę, po czym zawieźli do pobliskiego lasu zwanego „Hały” (względnie „Chały”). Po drodze kilku mężczyzn zdołało wyskoczyć z pędzącego samochodu i uciec. Pozostałym Żydom rozkazano wykopać w lesie trzy masowe groby, o wymiarach 8 metrów na 8 metrów i głębokości 3 metrów . Jeden z mężczyzn rzucił się wówczas na niemieckiego strażnika – batalionowego mistrza w boksie – który z łatwością znokautował desperata. W międzyczasie do Łomaz wkroczył ok. 50-osobowy pluton Rosjan SS-Druschina Verband. Oczekując na wykopanie grobów, wypili oni duże ilości wódki. Alkoholem raczyli się również porucznik Gnade oraz dowodzący Rosjanami oficer SS. Według autorki jednej z monografii (niepotwierdzonych w dokumentach z Bundesarchiv Ludwigsburg) w likwidacji getta mieli również uczestniczyć funkcjonariusze polskiej granatowej policji .
Gdy masowe mogiły były już gotowe, a Rosjanie skończyli posiłek, Niemcy zaczęli dzielić Żydów na grupy liczące po ok. 200–300 osób. Kolumny ludności kolejno wyprowadzano spod szkoły i pędzono pieszo do odległego o blisko kilometr lasu (większość niemieckich policjantów i rosyjskich kolaborantów zawieziono tam furmankami). Niemcy zarekwirowali polskim chłopom znalezione w obejściach liny, które następnie powiązali ze sobą i użyli do opasania zmierzających na miejsce kaźni kolumn. Przemarsz przebiegał bardzo powoli, a policjanci nie szczędzili Żydom ciosów kolbami i nahajkami. Osoby, które nie miały siły iść dalej lub próbowały ucieczki, zabijano na miejscu. W lesie Żydów dzielono według płci i gromadzono w trzech różnych punktach zbornych (m.in. na polanie zwanej „Średnią Ochuczką”). Następnie zmuszano ich, aby rozebrali się do bielizny (w przypadku mężczyzn często do naga) i oddali wszystkie posiadane jeszcze kosztowności. Na koniec ofiary musiały położyć się twarzą do ziemi i czekać na swoją kolej, podczas gdy nieco dalej Rosjanie przeprowadzali masowe egzekucje. Pijany Gnade brutalnie znęcał się nad oczekującymi na śmierć Żydami. Polecił m.in. wybrać z tłumu grupę ok. 20–25 starszych Żydów z długimi brodami, których zmusił do czołgania się przed masowym grobem, podczas gdy niemieccy podoficerowie bili ich kijami. Nie mniejszym okrucieństwem wykazywał się sierżant Becker. Świadkowie zeznali, że gdy jeden z torturowanych starców zaczął błagać go o litość, Becker strzelił mu prosto w usta.
Prowadzeni nad masowe groby Żydzi musieli przebiec ok. 30–50 metrów między dwoma rzędami strażników. Na brzegu każdego dołu znajdowała się kładka, którą wprowadzano ofiary w głąb mogiły. Następnie stojący nad krawędziami grobu Rosjanie zabijali Żydów strzałem w tył głowy. Po pewnym czasie zwłok było już tak wiele, że ofiary musiały przed śmiercią wdrapywać się na stos trupów. W egzekucji aktywnie uczestniczyli Gnade oraz dowodzący Rosjanami oficer SS. Rannych nie dobijano, przez co wiele ofiar udusiło się pod zwałami trupów. Celem zaoszczędzenia amunicji żydowskie dzieci mordowano uderzeniem głowy o drzewo lub wrzucano do grobów i zakopywano żywcem . Z czasem egzekucje stawały się jednak coraz bardziej chaotyczne. Upojeni dostarczanym wciąż alkoholem Rosjanie nie byli w stanie celnie strzelać, więc ich niemniej pijany dowódca polecił im zejść do grobu i zabijać ofiary z najbliższej odległości. Z powodu podejścia wód gruntowych jedna z mogił wypełniła się wodą, przez co oprawcy musieli brodzić po kolana w krwawej cieczy. Wielu Rosjan było tak zamroczonych alkoholem, że nie byli w stanie utrzymać broni w rękach. Liczba plutonów egzekucyjnych zaczęła maleć. Pod wpływem docinków pijanego esesmana Gnade polecił swoim policjantom, aby wzięli udział w rozstrzeliwaniu Żydów. Od tego momentu masakra przebiegała już sprawnie. Ofiary zmuszano, aby ustawiały się rzędami pod ścianą grobu, podczas gdy policjanci stojący na przeciwnej krawędzi rozstrzeliwali ich salwami karabinowymi. 
Egzekucja trwała mniej więcej do godziny 19. Tego dnia w lesie „Hały” zamordowano ok. 1700 Żydów z Łomaz i sąsiednich miejscowości  (inne źródła podają liczby w przedziale od 1000  do 2000 ofiar). Po zakończeniu masakry groby prowizorycznie zasypano, a pozostałe po ofiarach ubrania spalono. Świadkowie zeznawali, że po odejściu katów ziemia pokrywająca mogiły wciąż się poruszała . Masakrę przeżył jedynie Baruch Goldszer (inne źródła podają nazwisko Baruch Berman) , który uciekł z miejsca kaźni, a następnie dołączył do oddziału partyzanckiego złożonego ze zbiegłych z niewoli jeńców sowieckich.

## Epilog
Po zakończeniu masakry Rosjanie z SS-Druschina Verband oraz policjanci z 1. i 2. plutonu powrócili na swoje wcześniejsze kwatery. Drużyna sierżanta Beckera pozostała w Łomazach. 
Kilka dni później ludzie Beckera przeszukali opustoszałe getto. Podczas sprawdzania piwnic i schowków znaleziono ok. 20–30 ukrywających się Żydów. Po otrzymaniu telefonicznych instrukcji od Gnadego, niemieccy policjanci zabrali Żydów na skraj lasu i tam rozstrzelali. W egzekucji uczestniczyło także kilku funkcjonariuszy granatowej policji. Miejscowemu wójtowi polecono pogrzebać ciała. Tylko nieliczni Żydzi z Łomaz zdołali przeżyć wojnę.
W 1949 roku szczątki ofiar masakry ekshumowano z masowych grobów i przeniesiono na zdewastowany cmentarz żydowski w Łomazach, gdzie złożono je w dwóch zbiorowych mogiłach. Na kirkucie znajduje się obecnie pomnik poświęcony pamięci wszystkich żydowskich mieszkańców wsi zamordowanych w czasie II wojny światowej. Pomnik upamiętniający ofiary masakry z sierpnia 1942 roku wzniesiono także w miejscu, gdzie odbyła się egzekucja.

## Odpowiedzialność sprawców
Porucznik Hartwig Gnade, główny organizator masakry w Łomazach, zginął w czasie wojny.
30 października 1967 roku, po kilkuletnich przygotowaniach, rozpoczął się w Hamburgu proces czternastu funkcjonariuszy 101. rezerwowego batalionu policji. W gronie oskarżonych znalazło się m.in. dwóch aktywnych uczestników mordu w Łomazach – porucznik Kurt Dreyer oraz sierżant Heinrich Becker. Proces zakończył się 8 kwietnia 1968 roku. Dreyer i Becker został uznani winnymi i skazani na kary pozbawienia wolności (odpowiednio 8 i 5 lat więzienia). W wyniku procesów apelacyjnych, które toczyły się do 1972 roku, odstąpiono jednak od wykonania kary nałożonej na Beckera, podczas gdy wyrok Dreyera skrócono do 3,5 roku pozbawienia wolności.